# ジャパンカップサイクルロードレース1997
ジャパンカップサイクルロードレース1997は、ジャパンカップサイクルロードレースの6回目のレース。1997年10月26日に行われ、阿部良之が日本人選手として初めて優勝を果たした。

## 結果
10月26日(日) 151.3km
| 順位 | 選手名                   | 国籍     | チーム                   | 時間          |
| ---- | ------------------------ | -------- | ------------------------ | ------------- |
| 1    | 阿部良之                 | 日本     | マペイGB                 | 4時間04分09秒 |
| 2    | アンドレア・タフィ       | イタリア | マペイGB                 | 同            |
| 3    | マウロ・ジャネッティ     | スイス   | フランセーズ・デ・ジュー | +06秒         |
| 4    | 今中大介                 | 日本     | ポルティ                 | +13秒         |
| 5    | セバスティアン・ドマルベ | ベルギー | ロット・モビスター       | +56秒         |
| 6    | ファビアン・イェーカー   | スイス   | フェスティナ             | 同            |
| 7    | グゼビエ・ジャン         | フランス | フランセーズ・デ・ジュー | +56秒         |
| 8    | イェルク・ヤクシェ       | ドイツ   | ポルティ                 | +57秒         |
| 9    | パオロ・ランフランキ     | イタリア | マペイGB                 | +57秒         |
| 10   | ファビアン・ド・ワール   | ベルギー | ロット・モビスター       | +7分00秒      |